# Iglesia La Viñita

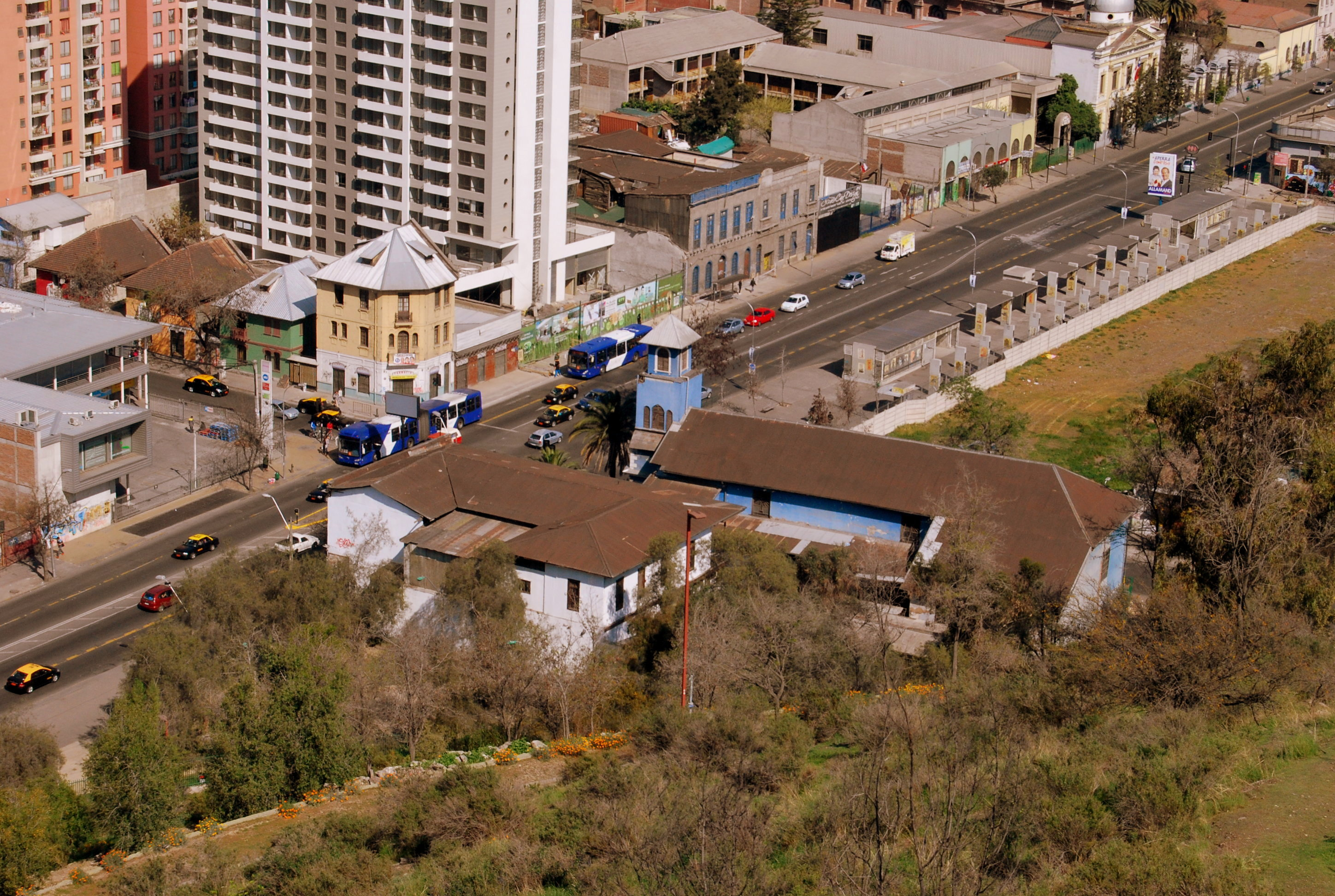
Vista de la iglesia desde la cima del cerro Blanco.

La Iglesia La Viñita, también denominada como Santuario de Nuestra Señora de Montserrat, es un templo católico ubicado en la intersección de la Avenida Recoleta con la calle Santos Dumont, a los pies del cerro Blanco, en la comuna de Recoleta, ciudad de Santiago, Chile. Sus orígenes se remontan a una ermita mandada a construir en 1545 por Inés de Suárez en el cerro, mientras que la construcción existente data de 1834. Fue declarada Monumento Nacional de Chile, en la categoría de Monumento Histórico, mediante el Decreto Supremo n.º 751, del 19 de noviembre de 1990.

## Historia
EL gobernador Pedro de Valdivia otorgó extensos terrenos a su amante Inés de Suárez, ubicados al norte del río Mapocho. En 1545 Inés de Suárez mandó a construir en sus terrenos una ermita dedicada a la Virgen de Montserrat, que se ubicó en la falda poniente del cerro Blanco. Esta construcción terminó en 1547, siendo la primera construcción católica del país, ya que la Iglesia parroquial de Santiago no había sido levantada aún.
Este templo fue posteriormente trasladado a los pies del cerro, debido a las dificultades de su emplazamiento. Este templo contaba con un pequeño claustro, y se mantuvo en pie hasta su derrumbe en el terremoto de 1647. Esto llevó a los dominicos, que se asentaron cerca, a construir una nueva iglesia, que recibió el nombre de La Viñita debido a los viñedos que la rodeaban.
A principios del siglo XIX los dominicos decidieron vender los terrenos donde se ubicaba el templo, que fueron comprados en 1823 por Pedro Nolasco León y Enrique Campino. Hacia 1830 la iglesia se encontraba ruinosa, por lo que fue demolida, iniciándose la construcción de un nuevo templo en terrenos donados por Pedro Nolasco León. La construcción se inició el 23 de noviembre de 1834, y en su acto de erección se establece como continuadora de la antigua ermita de Montserrat.

## Descripción
La iglesia es una construcción de adobe de estilo colonial. En su interior se encuentra la imagen de la Virgen de Montserrat, de madera policromada, que data de 1574, y que habría sido encontrada a medio tallar por un indígena en el cerro. Se la llevó al párroco, quien la mandó a terminar a Lima. La imagen del niño que tiene la virgen en sus manos fue donada por una familia del Santiago colonial.
En el acceso principal se encuentra una réplica de la virgen en una vitrina, con diversas placas de agradecimiento en sus costados.
La Virgen de Montserrat es honrada en Chile como patrona de los delincuentes, que se encomiendan a ella para salir ilesos de sus andanzas. Por esa razón, el Arzobispado de Santiago confió el cuidado pastoral de esta capilla a la Fundación Paternitas, institución de caridad de la Iglesia Católica (dependiente de la capellanía nacional de Gendarmería de Chile), que cuenta con talleres para la rehabilitación de jóvenes que han delinquido (algunos incluso han estado encarcelados) y desean dejar el mal ambiente asociado al crimen.